# Mheibes
 (août 2025).

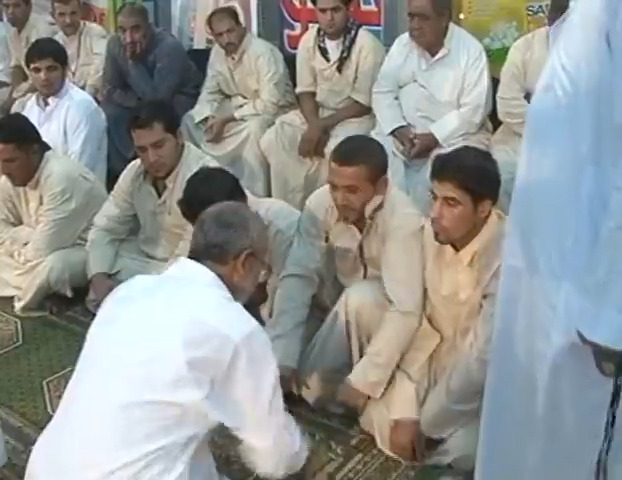
Une partie de mheibes où un joueur réfléchit dans quelle main l'équipe adversaire pourrait détenir l'anneau

Le mheibes (arabe : محيبس) est un jeu traditionnel à deux équipes. Il est principalement pratiqué au Machrek, et plus particulièrement en Irak. Il présente des similitudes avec d'autres jeux impliquant un objet caché dans la main, notamment le handgame amérindien, le Tippit gallois ou leUp Jenkins anglais.
Le mot mheibes est dérivé du mot mahbas, une chevalière sertie portée par les hommes en Irak. Ses origines historiques sont inconnues, mais on pense que ce jeu remonte au moins au XVIIe siècle. Les règles actuelles datent des années 1990. Les parties publiques ont été supprimées dans certaines régions d'Irak pendant la domination de l'EI, mais a connu une résurgence depuis.
Traditionnellement, il se joue pendant le Ramadan, les matchs débutant le soir et se poursuivant tard dans la nuit. Seuls les hommes participent aux matchs officiels, mais les parties informelles incluent parfois des femmes . En 2024, le Baghdadi museum a accueilli un match féminin .

## Règles
Le partie se joue avec deux équipes, chacune essayant alternativement de cacher une bague à l'autre. Une équipe commence par cacher l'anneau dans la main d'un de ses membres à l'abri des regards de l'autre équipe. C'est ensuite à l'autre équipe de retrouver qui détient la bague dans un temps limité.
La décision repose sur l'étude des expressions faciales de chaque membre de l'équipe adversaire. L'équipe peut également exclure des joueurs si elle estime qu'ils ne tiennent pas l'anneau. Elle peut en exclure autant qu'elle le souhaite.
Lorsqu'un joueur élimine une main qui détient l'anneau, l'anneau est révélé en criant le mot Bat (arabe : بات) voulant dire en irakien « dormir ici » ou « passer la nuit », pour annoncer une nouvelle manche[réf. nécessaire].